# 佐藤亮一 (実業家)
佐藤 亮一（さとう りょういち、1924年（大正13年）1月3日 - 2001年（平成13年）1月7日）は、新潮社の第4代社長。東京府出身。

## 来歴・人物
第一東京市立中学校（後の東京都立九段高等学校）を卒業し、早稲田大学第一文学部独文科に進む。早大在学中の1946年（昭和21年）に父・義夫が新潮社の第2代社長に就任。これに伴って亮一は大学を中退し同社副社長に就任する。1948年（昭和23年）から出版部長を兼務。1956年（昭和31年）、斎藤十一と共に『週刊新潮』を創刊、同誌の初代編集長を兼務した。
父の仕事先での急逝に伴い、1967年（昭和42年）に叔父の俊夫が会長となると同時に自身が第4代社長に就任する。1996年（平成8年）に息子・隆信に社長の座を譲り会長となった。2000年（平成12年）から名誉会長。2001年（平成13年）1月7日心不全で死去。享年77。

## 受賞歴
- 1986年（昭和61年） - 藍綬褒章
- 1991年（平成3年） - 勲三等瑞宝章

## 家族
- 佐藤義亮（祖父・新潮社創業者）
- 佐藤義夫（父・新潮社第2代代表取締役社長）
- 佐藤俊夫（義夫の弟・新潮社第3代代表取締役社長）
- 佐藤俊一（俊夫の息子・新潮社相談役）
- 佐藤隆信（息子・新潮社第5代代表取締役社長）